# Bogdan Wenta

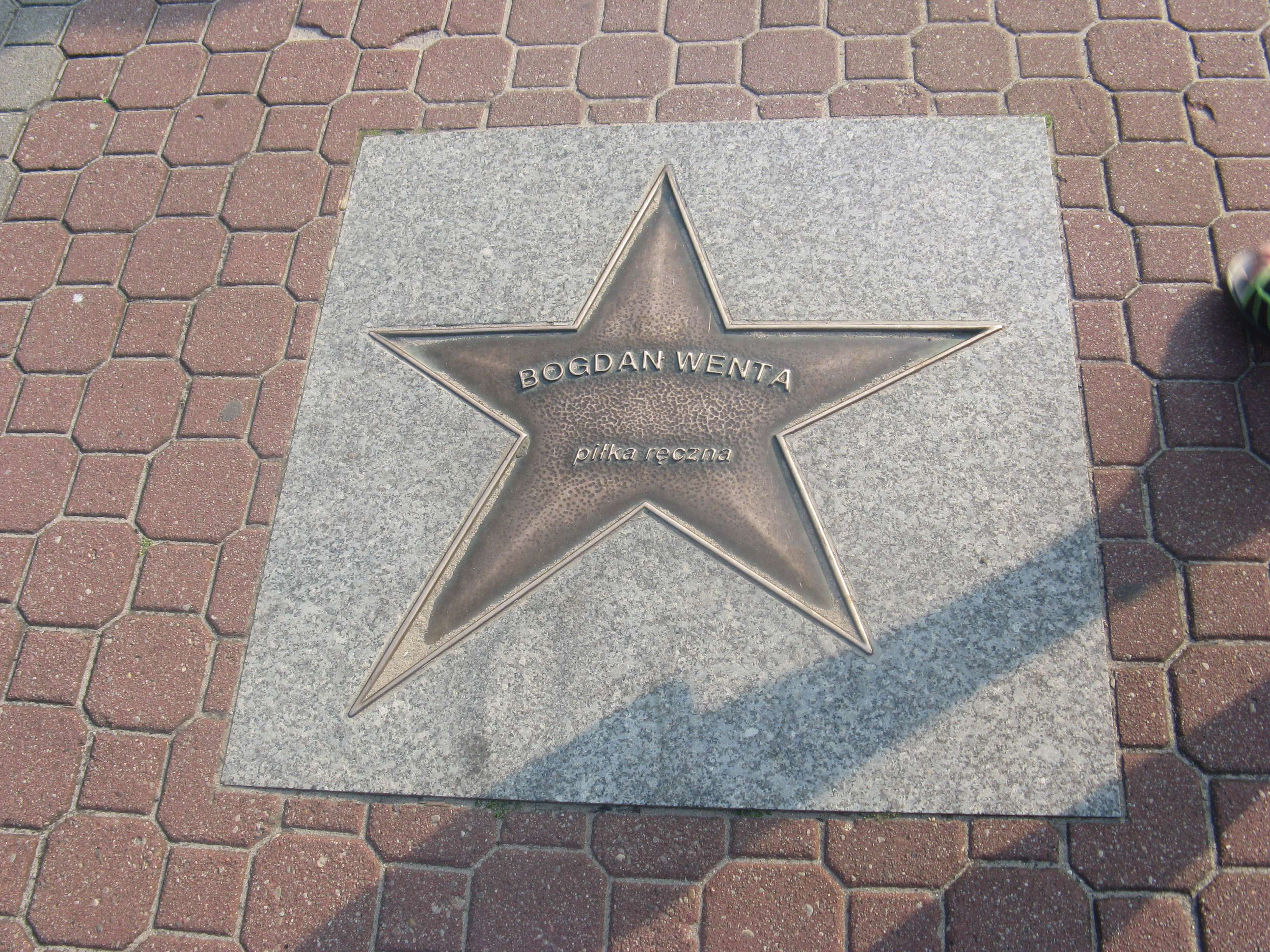
Gwiazda w Alei Gwiazd Sportu we Władysławowie

Bogdan Brunon Wenta (ur. 19 listopada 1961 w Szpęgawsku) – polski i niemiecki piłkarz ręczny oraz trener piłki ręcznej. Poseł do Parlamentu Europejskiego VIII kadencji (2014–2018), w latach 2018–2024 prezydent Kielc.
W latach 1981–1994 reprezentant Polski (763 bramek w 191 oficjalnych meczach), zaś w latach 1997–2000 reprezentant Niemiec. Od 2004 do 2012 selekcjoner reprezentacji Polski. Podczas kariery zawodniczej, występował w Wybrzeżu Gdańsk, CD Bidasoa, FC Barcelona, TuS N-Lübbecke i SG Flensburg-Handewitt. Wziął udział w siedmiu finałach europejskich pucharów. Uważany za jednego z najwybitniejszych zawodników w historii polskiej piłki ręcznej.

## Życiorys

### Kariera zawodnicza

#### Początki
Zaczął grać w piłkę ręczną dzięki trenerowi Leonowi Wallerandowi, który dostrzegł go na zawodach lekkoatletycznych. W Gdańsku podjął naukę w szkole średniej Conradinum, kształcąc się w zawodzie technika budownictwa okrętowego.
Zadebiutował w drużynie Wybrzeża Gdańsk w wieku 17 lat. W spotkaniu z Grunwaldem Poznań zmienił swojego późniejszego następcę w roli trenera polskiej reprezentacji Daniela Waszkiewicza.
Był podstawowym zawodnikiem swojego jedynego polskiego klubu przez 11 lat, pięciokrotnie z rzędu zdobywał z nim mistrzostwo Polski (w latach 1984–1988), dwukrotnie grał w przegranych finałach Pucharu Europy (w 1986 z Metaloplastiką Šabac i w 1987 z SKA Mińsk). W 1989 podczas meczu z Pogonią Zabrze Bogdan Wenta, zbulwersowany stronniczym jego zdaniem sędziowaniem, oblał arbitrów wodą mineralną. Zawodnik został zawieszony, nie mógł wystąpić w meczach decydujących o mistrzostwie Polski, a gdański zespół przegrał wówczas walkę o tytuł.

#### Kluby zagraniczne
W 1989 za 90 tys. USD odstępnego przeszedł do hiszpańskiego Bidasoa Irun, gdzie w drugim i trzecim sezonie był uznawany za najlepszego obcokrajowca ligi ASOBAL, a wraz z Islandczykiem Alfredem Gíslasonem za tworzących najlepszą parę graczy zagranicznych. Polak znalazł się w kadrze drużyny Europy na mecz z Austrią, który odbył się 3 stycznia 1993 w Wiedniu z okazji utworzenia Europejskiej Federacji Piłki Ręcznej.
Dzięki dobrej grze w klubie z Irun trafił do FC Barcelona, z którą zdobył dwa Puchary Zdobywców Pucharów (1993, 1995), dwa Puchary Króla (1993 i 1994), a w 1994 krajowy superpuchar kraju. Bogdan Wenta był pierwszym Polakiem, który grał w zawodowej sekcji FC Barcelona, a jego zdjęcie zostało wyeksponowane w klubowym muzeum. W 1995 zdecydował się skorzystać z oferty klubu z niemieckiego miasta Lübbecke – TuS Nettelstedt-Lübbecke, w którym grał przez trzy lata. W latach 1998–2000 grał natomiast w SG Flensburg-Handewitt.
Bogdan Wenta siedmiokrotnie wystąpił w meczach finałowych europejskich pucharów (rekord polskich sportowców w grach zespołowych), 4 z nich wygrywając: Puchar Zdobywców Pucharów z Barceloną w 1994 i 1995 oraz Puchar Miast z TuS Nettelstedt-Lübbecke w 1997 i 1998.

#### Reprezentacja Polski
W reprezentacji Polski zadebiutował za kadencji Zygfryda Kuchty w 1981 w meczu ze Szwajcarią (podczas Pucharu Jugosławii). Dwukrotnie brał udział w mistrzostwach świata (w 1986 – 14. miejsce i w 1990 – 11. miejsce). Nie udało mu się natomiast wystąpić z reprezentacją Polski na letnich igrzyskach olimpijskich – igrzyska w Los Angeles w 1984 zostały zbojkotowane, a na kolejne w Seulu po przegranych meczach z ZSRR Polska się nie zakwalifikowała. Po raz ostatni w polskiej drużynie narodowej wystąpił w marcu 1994 w kończącym eliminacje do Mistrzostw Europy dwumeczu z Francją (przegranym 42:51).
Łącznie w reprezentacji Polski rozegrał 191 oficjalnych spotkań, zdobywając w nich 763 bramek.

#### Reprezentacja Niemiec
W 1996 przyjął niemieckie obywatelstwo i rozpoczął grę w reprezentacji tego kraju. Wziął udział w finałach mistrzostw świata (1999), mistrzostw Europy (1998 – brązowy medal, 2000) oraz w Letnich Igrzyskach Olimpijskich 2000 w Sydney (5. miejsce), łącznie zaliczając 46 występów.
Decyzję o zmianie obywatelstwa motywował chęcią pozostania w Niemczech, zwłaszcza po urodzeniu syna, a także możliwością występu na igrzyskach olimpijskich. Zawodnik zastrzegł przy tym, że nie wystąpi w spotkaniach przeciwko Polsce. Polskie obywatelstwo Bogdan Wenta uzyskał ponownie w 2008.

### Kariera trenerska

#### Kluby

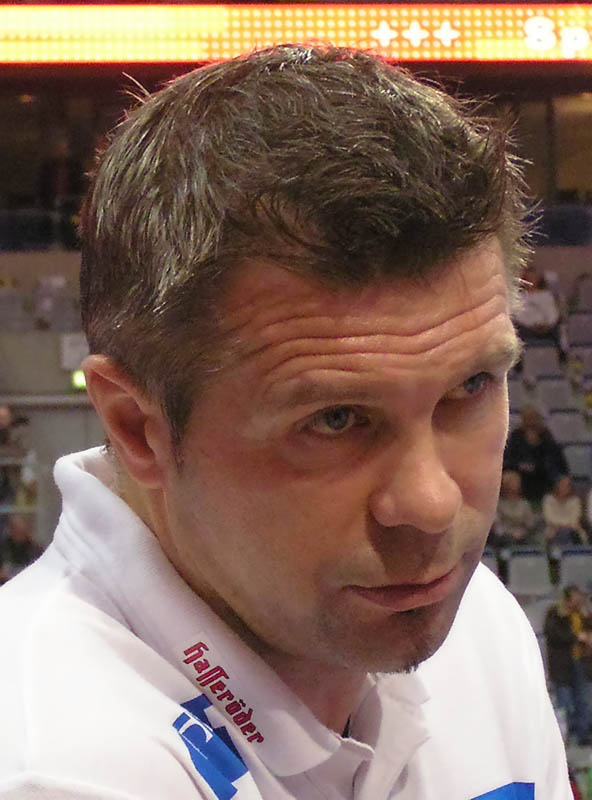
Bogdan Wenta jako trener Magdeburga w wyjazdowym meczu z SG Kronau-Östringen (2007)

Zawodniczą karierę zakończył w październiku 2000. Pracował w sztabie trenerskim w SG Flensburg-Handewitt. 13 listopada 2005 w meczu Ligi Mistrzów pomiędzy Paris HB a tym klubem kontuzje zmusiły do zejścia z parkietu kilku zawodników gości. Z konieczności Bogdan Wenta wszedł na boisko w roli zawodnika niemieckiej drużyny. 44-letni wówczas zawodnik pojawił się na boisku z numerem 44 na plecach, co jak powiedział po meczu, było przypadkiem.
Od czerwca 2006 pracę w kadrze łączył z obowiązkami trenera w niemieckim pierwszoligowym klubie SC Magdeburg, gdzie jego podopiecznymi byli m.in. reprezentanci Polski: Karol Bielecki, Bartosz Jurecki i Grzegorz Tkaczyk. W 2007 doprowadził zespół do zwycięstwa w Pucharze EHF. Jeszcze w tym samym roku został zwolniony wraz ze swoim asystentem Grzegorzem Suboczem. Bezpośrednim powodem zwolnienia trenera, oprócz niezadowalających wyników, był list do zarządu klubu, w którym domagał się m.in. uregulowania zaległości finansowych, określenia wysokości premii oraz przeprowadzenia dyskusji na temat polityki transferowej Magdeburga.
W czerwcu 2008 podpisał pięcioletni kontrakt z zespołem Vive Kielce. Na stanowisku tym pracował ostatecznie do stycznia 2014, kiedy został zastąpiony przez Tałanta Dujszebajewa. W okresie trenowania kieleckiego klubu czterokrotnie doprowadził go do mistrzostwa Polski (2009, 2010, 2012, 2013) i pięciokrotnego zdobycia Pucharu Polski (2009–2013). Prowadzona przez niego drużyna w sezonie 2012/2013 EHF Ligi Mistrzów zajęła 3. miejsce. Po odejściu z funkcji trenera przeszedł na stanowisko menedżera w VIVE Kielce. Odszedł jednak po kilku tygodniach w związku z zaangażowaniem się w działalność polityczną.
W 2009 był trenerem drużyny Południa w przegranym meczu gwiazd ekstraklasy z zespołem Północy (37:39).

#### Reprezentacja Polski
Początki

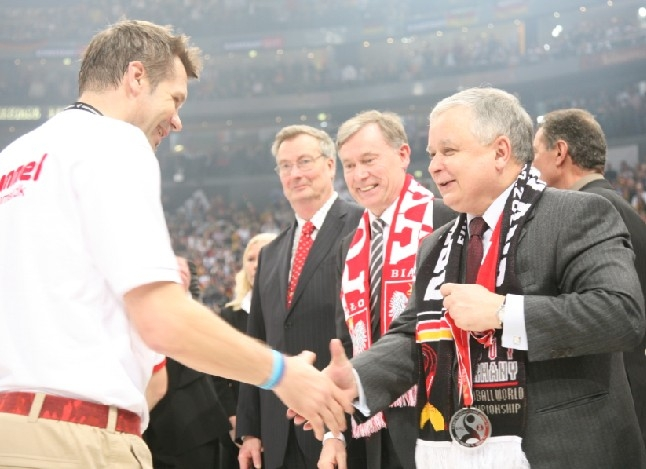
Bogdan Wenta i Lech Kaczyński (2007)

Po wygraniu konkursu organizowanego przez Związek Piłki Ręcznej w Polsce na selekcjonera polskiej kadry narodowej seniorów objął oficjalnie tę funkcję 28 października 2004. Jego konkurentem do tego stanowiska był Bogdan Kowalczyk. W nowej roli zadebiutował w meczu przeciwko Szwajcarii podczas Pucharu Czterech Narodów.
Mistrzostwa Europy
Po uznanym za niespodziewane zwycięstwie w dwumeczu ze Szwedami Bogdan Wenta awansował z reprezentacją Polski do finałów Mistrzostw Europy w 2006, na których jego drużyna zajęła 10. miejsce. Trzykrotnie jeszcze awansował do turnieju finałowego ME. W 2008 Polacy, wymieniani wśród faworytów, zakończyli zawody na 7. miejscu. W 2010 reprezentacja zajęła 4. miejsce, a w 2012 – dziewiąte.
Mistrzostwa świata
W 2007 Bogdan Wenta poprowadził reprezentację Polski na Mistrzostwach Świata w Piłce Ręcznej Mężczyzn rozgrywanych w Niemczech. Polacy pokonali kolejno Argentynę 29:15, Brazylię 31:23 oraz gospodarzy 27:25, kończąc pierwszą rundę grupową na 1. miejscu. W drugiej fazie turnieju po porażce z Francją 22:31 zwyciężyli Islandię 35:33, Tunezję 40:31 i Słowenię 38:27. W ćwierćfinale polscy szczypiorniści pokonali Rosję 28:27, a w półfinale po dwóch dogrywkach Danię 36:33. W finale przegrali z Niemcami 24:29, zdobywając tym samym srebrny medal, będący największym sukcesem w historii polskiej piłki ręcznej. Jeszcze w tym samym roku podopieczni Bogdana Wenty wygrali turniej QS-Supercup, zwyciężając w półfinale zawodów Niemców, a w finale Szwedów.
W 2009 Polska ponownie wystąpiła na Mistrzostwach Świata w Piłce Ręcznej Mężczyzn.
W fazie grupowej drużyna Bogdana Wenty poniosła porażkę w meczach z Macedonią i Niemcami, pokonując reprezentacje Rosji, Tunezji i Algierii. W fazie zasadniczej zajęła 2. miejsce w swojej grupie po zwycięstwach nad Danią, Serbią i Norwegią. W półfinale Polska przegrała z Chorwacją, a w meczu o 3. miejsce wygrała ponownie z Danią, zdobywając brązowy medal.
Po raz ostatni na zawodach tej rangi Bogdan Wenta prowadził polską reprezentację w 2011. Jego drużyna zajęła wówczas ostatecznie 8. miejsce w finałach.
Igrzyska olimpijskie
Na Letnie Igrzyska Olimpijskie w Pekinie w 2008 reprezentacja Polski awansowała po raz pierwszy od 28 lat po turnieju kwalifikacyjnym we Wrocławiu, w którym polscy szczypiorniści zremisowali ze Szwecją oraz wygrali z Islandią i Argentyną.
Na turnieju olimpijskim reprezentacja Bogdana Wenty występowała w grupie A z Francją, Chorwacją, Hiszpanią, Brazylią i Chinami, zajmując w niej 2. miejsce. W fazie grupowej drużyna poniosła porażkę z Hiszpanią i zremisowała z Francją, wygrywając pozostałe mecze. W ćwierćfinale reprezentacja Polski przegrała z Islandią, a następnie po zwycięstwach z Koreą Południową i Rosją zajęła 5. miejsce w turnieju.
W 2012 reprezentacja Polski nie zakwalifikowała się na Letnie Igrzyska Olimpijskie w Londynie. 19 kwietnia tego samego roku Bogdan Wenta ogłosił koniec pracy z kadrą.

### Działalność polityczna
W lutym 2014 został przedstawiony jako kandydat Platformy Obywatelskiej w wyborach do Parlamentu Europejskiego z okręgu małopolsko-świętokrzyskiego. W głosowaniu z maja tego samego roku otrzymał 38 960 głosów, uzyskując mandat eurodeputowanego. W PE VIII kadencji dołączył do grupy Europejskiej Partii Ludowej. Został członkiem Komisji Rozwoju oraz Komisji Kultury i Edukacji, a także wiceprzewodniczącym utworzonej w 2014 grupy zajmującej się sportem.

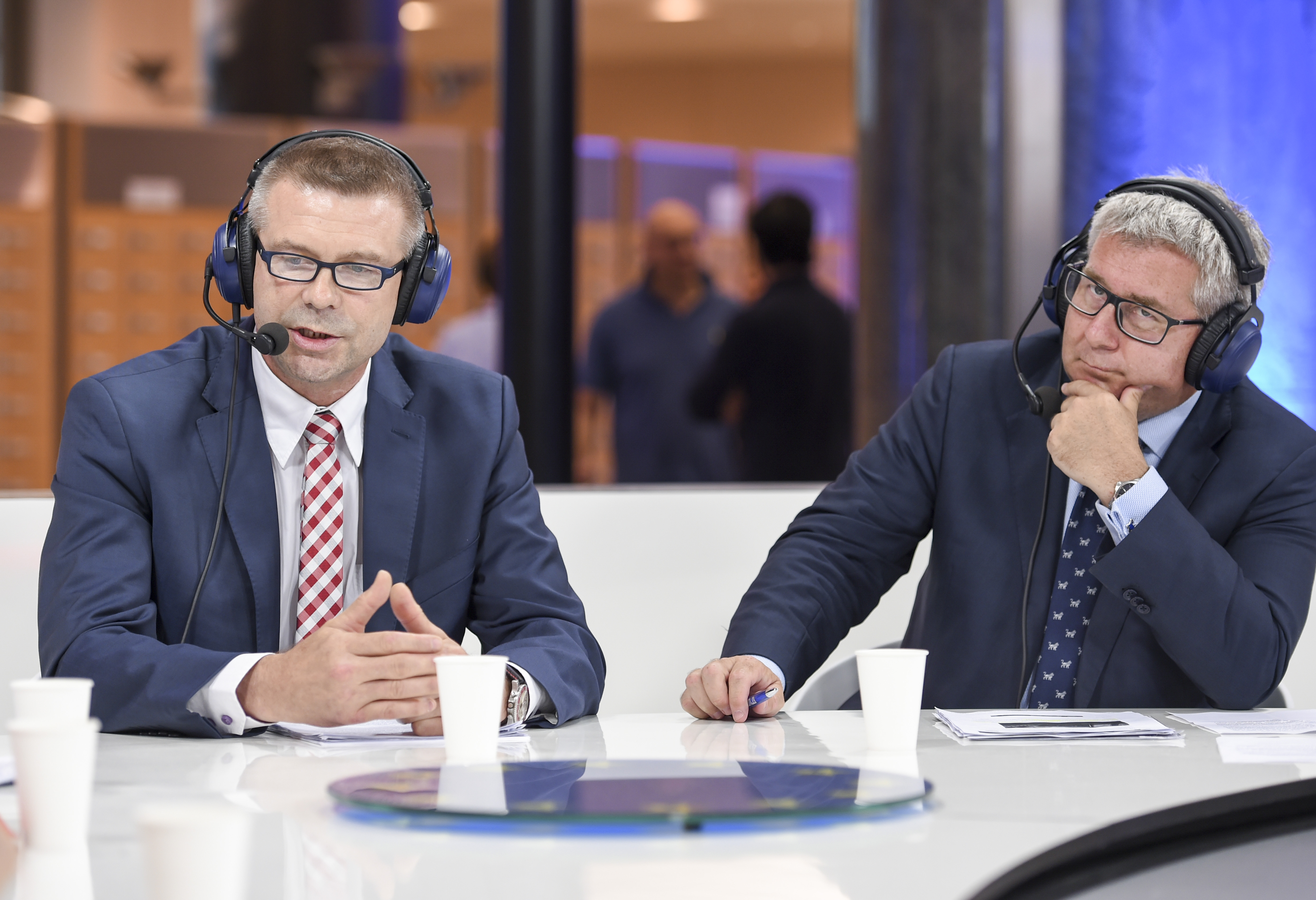
Europosłowie Bogdan Wenta i Ryszard Czarnecki podczas debaty (2015)

W 2016 założył Stowarzyszenie „Projekt Świętokrzyskie”, działające w województwie świętokrzyskim. W wyborach samorządowych w 2018 kandydował na urząd prezydenta Kielc. Po zdobyciu 32 913 głosów (37,6%) przeszedł do drugiej tury, w której jego kontrkandydatem był Wojciech Lubawski, urzędujący prezydent miasta. Otrzymał w niej 61,3% głosów, pokonując swojego kontrkandydata i uzyskując wybór na urząd prezydenta miasta. 22 listopada 2018 został zaprzysiężony, rozpoczynając urzędowanie. Nie kandydował w wyborach samorządowych w 2024.

## Życie prywatne
Bogdan Wenta jest synem Brunona i Heleny. Żonaty z Iwoną Wentą (od 1984), instruktorką fitness. Mają syna Tomasza. Jego młodszy brat, Eugeniusz Wenta, również został piłkarzem ręcznym. Ma także siostrę Ewę.

## Odznaczenia i wyróżnienia
W 2007, za wybitne zasługi dla rozwoju polskiego sportu, za osiągnięcia w pracy szkoleniowej, prezydent Lech Kaczyński odznaczył go Krzyżem Kawalerskim Orderu Odrodzenia Polski.
W 75. Plebiscycie „Przeglądu Sportowego” został uznany za „Trenera Roku 2009”. W 2010 został najpopularniejszym trenerem województwa świętokrzyskiego w 58. Plebiscycie Sportowym – Świętokrzyskie Gwiazdy Sportu 2009 organizowanym przez „Echo Dnia”, Radio Kielce oraz TVP Kielce. To samo wyróżnienie uzyskiwał także w 2013 i 2014.
W 2015 otrzymał nagrodę Fair Politician of the Year dla przedstawiciela grupy EPP, przyznaną przez organizację Fair Politics, a w 2019 Medal Kalos Kagathos.

## Osiągnięcia sportowe

### Zawodnicze
Wybrzeże Gdańsk
- Mistrzostwo Polski: 1984, 1985, 1986, 1987, 1988
- Wicemistrzostwo Polski: 1982, 1983
- Finał Pucharu Europy: 1986, 1987

Bidasoa Irun
- Puchar Hiszpanii: 1991

FC Barcelona
- Puchar Zdobywców Pucharów: 1994, 1995
- Puchar Hiszpanii: 1993, 1994
- Superpuchar Hiszpanii: 1994
- Wicemistrzostwo Hiszpanii: 1994

TuS Nettelstedt-Lübbecke
- Puchar Miast: 1997, 1998
- Super Puchar Niemiec: 1998

Reprezentacja Niemiec
- 3. miejsce mistrzostw Europy: 1998
- 5. miejsce mistrzostw świata: 1999
- 5. miejsce igrzysk olimpijskich: 2000

Indywidualnie
- Wraz z Alfredem Gíslasonem wybrany jako najlepsza para obcokrajowców ligi ASOBAL: 1990, 1991
- Najlepszy zawodnik ligi ASOBAL: 1990, 1991
- Najlepszy rozgrywający ligi ASOBAL: 1995

### Trenerskie
Reprezentacja Polski
- Wicemistrzostwo świata: 2007
- QS-Supercup: 2007
- 3. miejsce na mistrzostwach świata: 2009
- 8. miejsce na mistrzostwach świata: 2011
- 4. miejsce na mistrzostwach Europy: 2010
- 7. miejsce na mistrzostwach Europy: 2008
- 9. miejsce na mistrzostwach Europy: 2012
- 10. miejsce na mistrzostwach Europy: 2006

SC Magdeburg
- Puchar EHF: 2007

Vive Targi Kielce
- Mistrzostwo Polski: 2009, 2010, 2012, 2013
- Wicemistrzostwo Polski: 2011
- Puchar Polski: 2009, 2010, 2011, 2012, 2013
- Liga Mistrzów:
  - 3. miejsce: 2013
  - 1/8 finału: 2010, 2012
  - faza grupowa: 2011